# Haemaphysalis kashmirensis
Haemaphysalis kashmirensis är en fästingart som beskrevs av Harry Hoogstraal och Varma 1962. Haemaphysalis kashmirensis ingår i släktet Haemaphysalis och familjen hårda fästingar. Inga underarter finns listade i Catalogue of Life.